# Consonante radical
Una consonante radical es una consonante articulada con la base (raíz) de la lengua en la garganta. Esto incluye las faringales, epiglotales y epigloto-faringales, aunque técnicamente las epiglotales tienen como punto de articulación la laringe.
El término radical fue acuñado para ayudar a desambiguar el término "faringal", que se había convertido en sinónimo de consonante articulada en la garganta, ya sea el órgano articulador la parte trasera de la lengua (faringales "altas") o la epiglotis (faringales "bajas"). Sin embargo, el término faringal se sigue usando en sentido amplio. Otros autores como Miller (2005) prefieren el término "gutural", que incluye también a las consonantes glotales.